# ガブリエル＝フランソワ・ドワイアン
ガブリエル＝フランソワ・ドワイアン（Gabriel-François Doyen、1726年5月20日 - 1806年3月13日）は、フランスの画家である。

## 略歴
パリで王室のタピシエ(tapissier)の息子に生まれた。宮廷画家のシャルル＝アンドレ・ヴァン・ローの工房で働いた。1748年にローマ賞を受賞し、ローマに留学し、17世紀の盛期バロックのイタリアの画家たち、ドメニキーノやピエトロ・ダ・コルトーナ、ルカ・ジョルダーノたちの作品に学んだ。
1755年にパリに戻り、サロンに出展し名声を得た。1759年に王立絵画彫刻アカデミーの会員に選ばれ1767年に教授に任じられた。ドワイアンの指導を受けた画家にはギヨーム・ギヨン＝ルティエール、ピエール＝アンリ・ド・ヴァランシエンヌ、エリザベート＝ルイーズ・ヴィジェ＝ルブランらがいる。
フランス革命の混乱から逃れるために、以前からの招待を受けていたロシア皇帝、エカチェリーナ2世の勧めに従って、1791年にサンクトペテルブルクに移り、宮殿に住み、皇帝から報酬を受け取った。エカチェリーナ2世が亡くなった後もパーヴェル1世によって支援された。サンクトペテルブルクの冬宮殿やエルミタージュの宮殿の装飾画を描き、1798年から1801年までサンクトペテルブルク芸術アカデミーの教授を務めた。1806年にサンクトペテルブルクで亡くなった。

## 作品

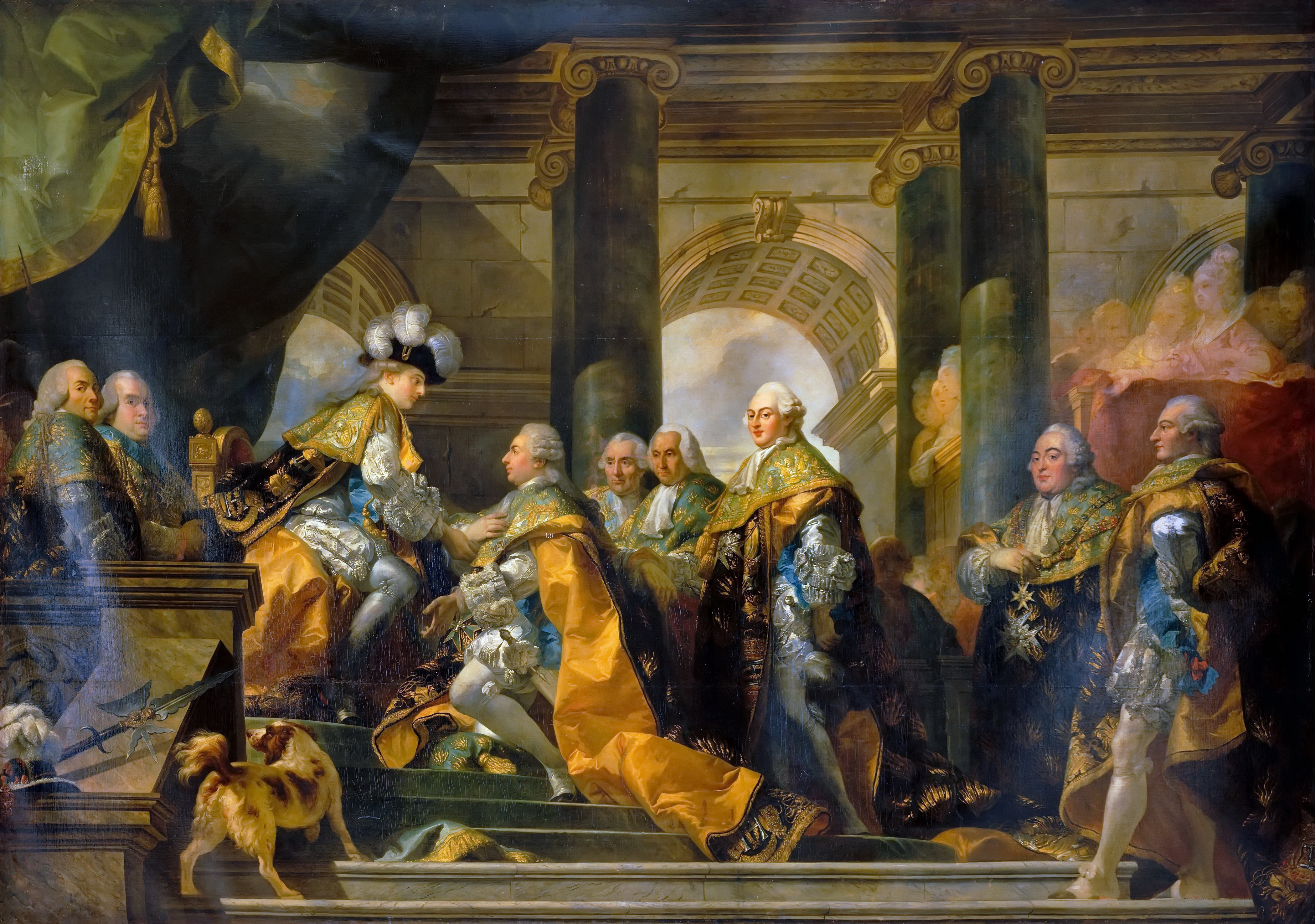
『1776年6月12日、聖霊騎士団の誓を受けるルイ16世』（1775年頃）
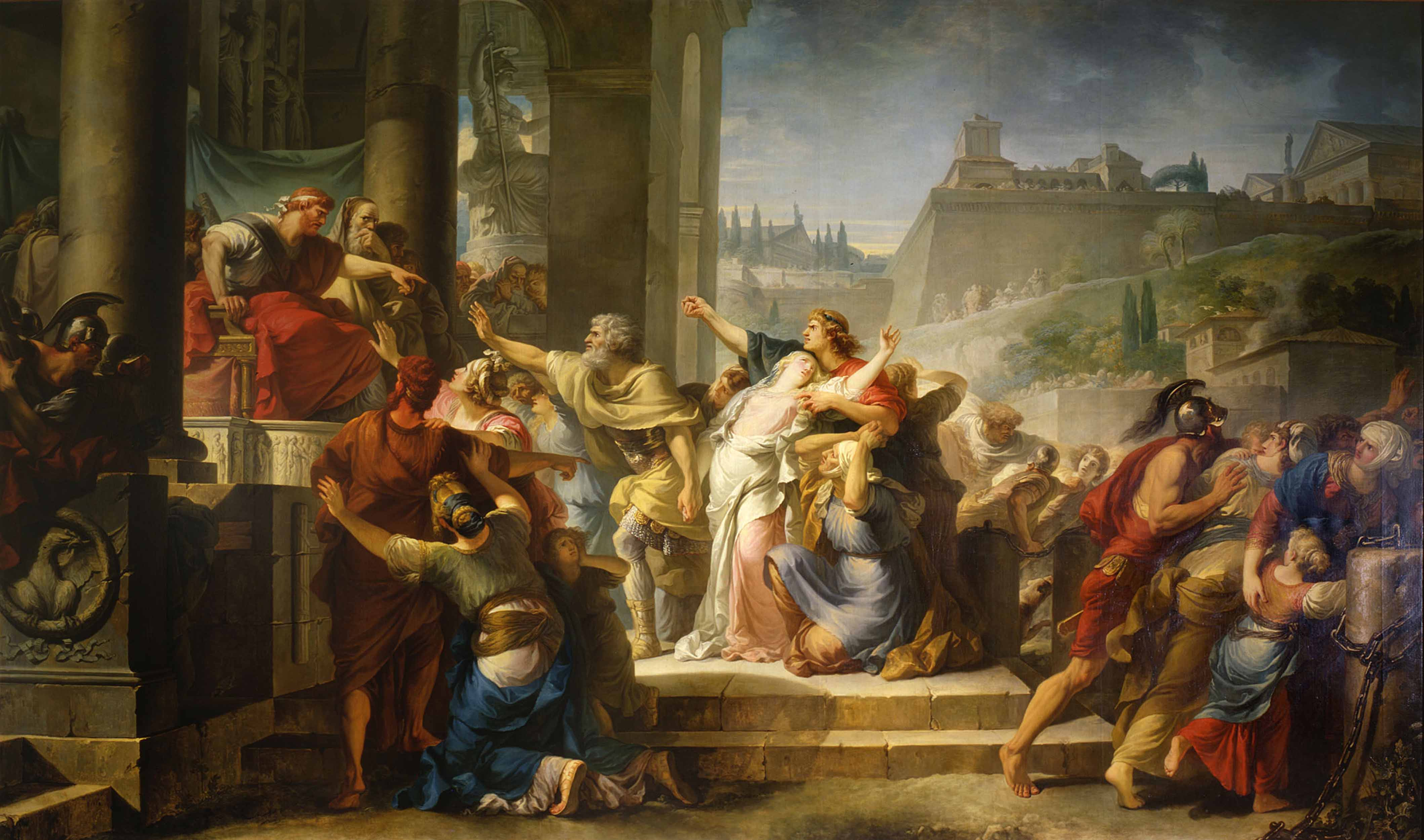
『ウェルギニアの死』(1757年頃)
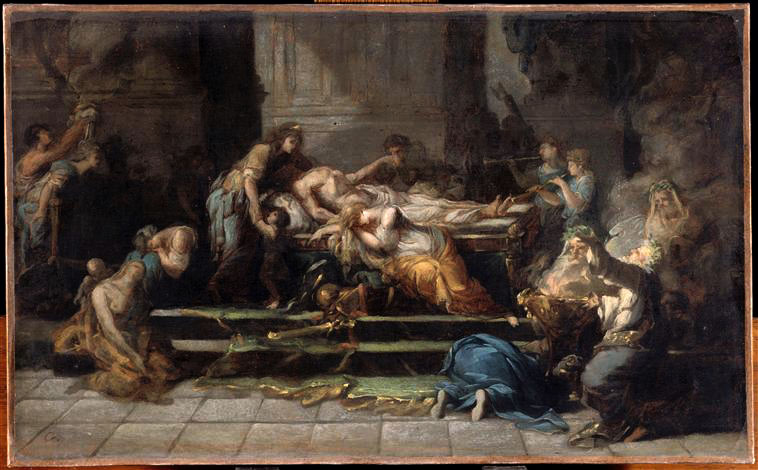
『ゲルマニクスの死』（1789年と1800年との間）

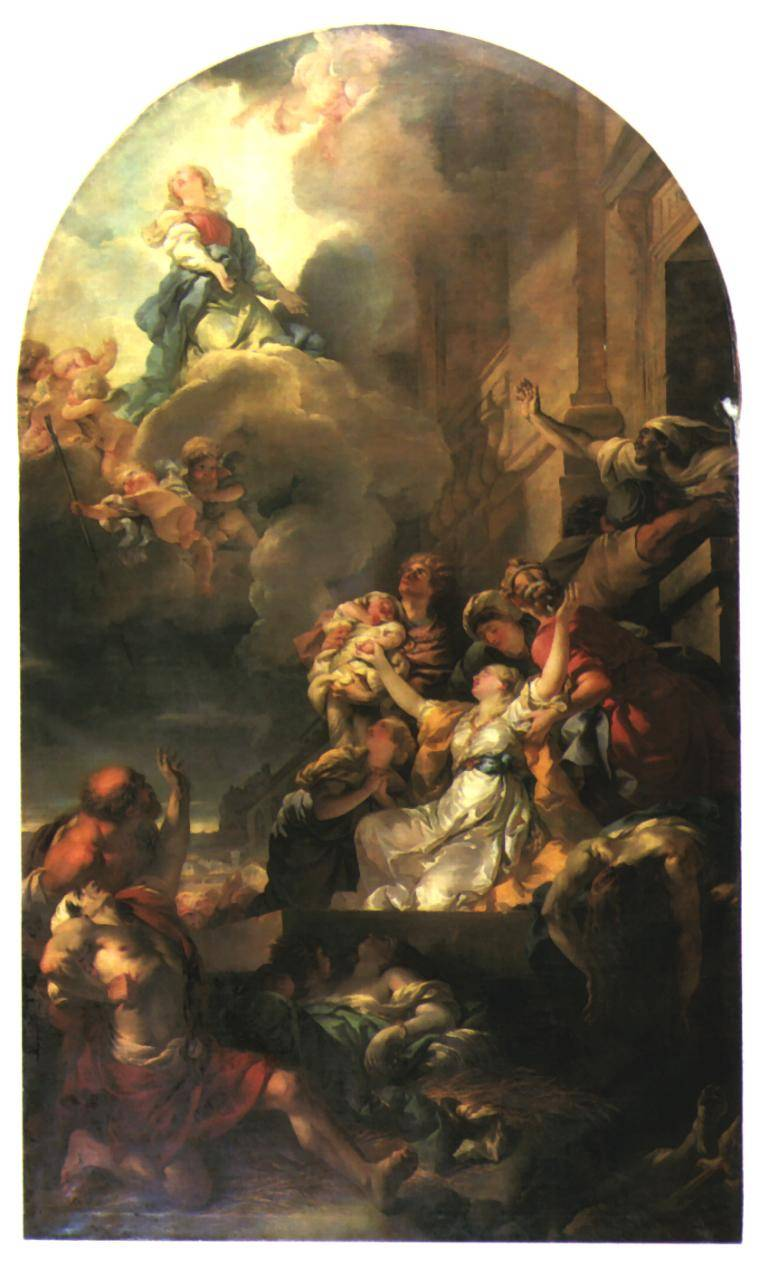
『燃やさせられた人々の奇跡』 (1773年)
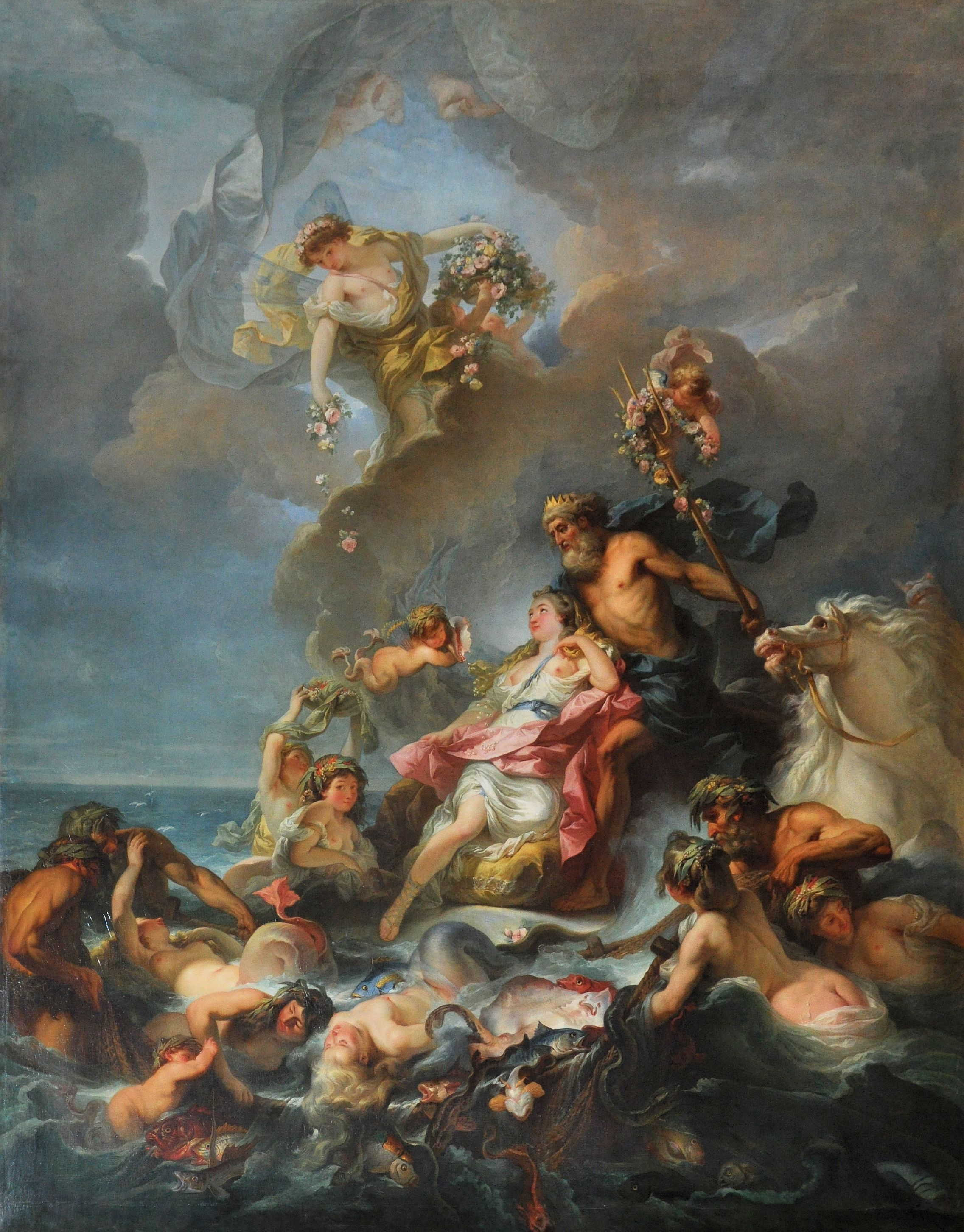
『アムピトリーテーの凱旋または漁』（1768年に注文）
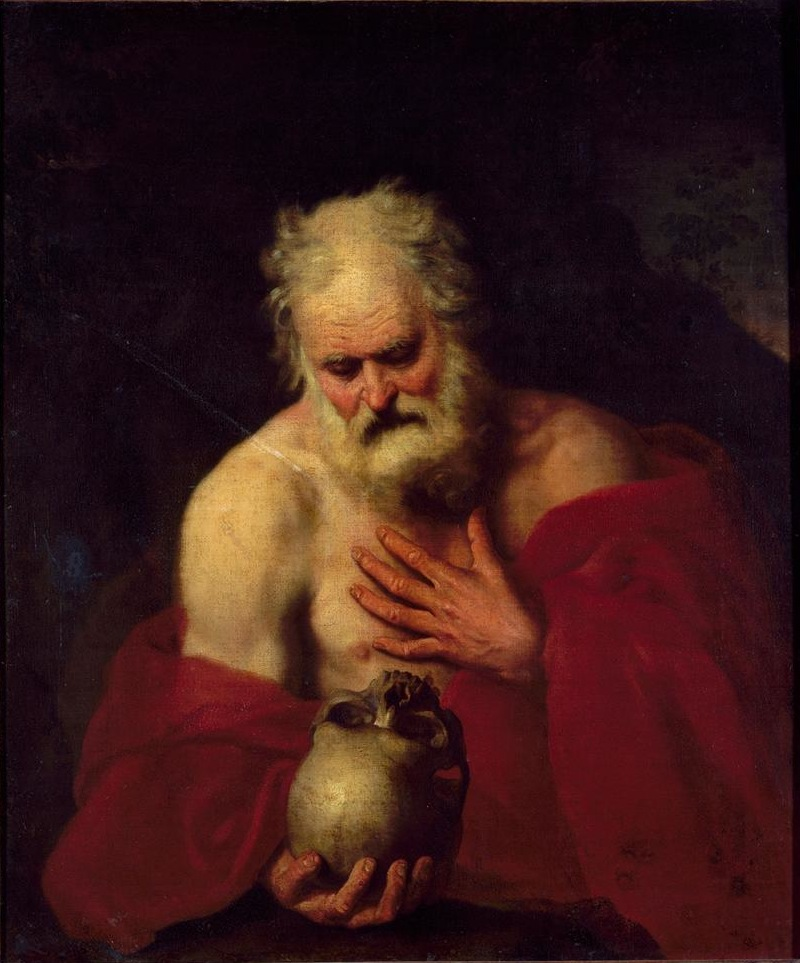
『聖ヒエロニムス』
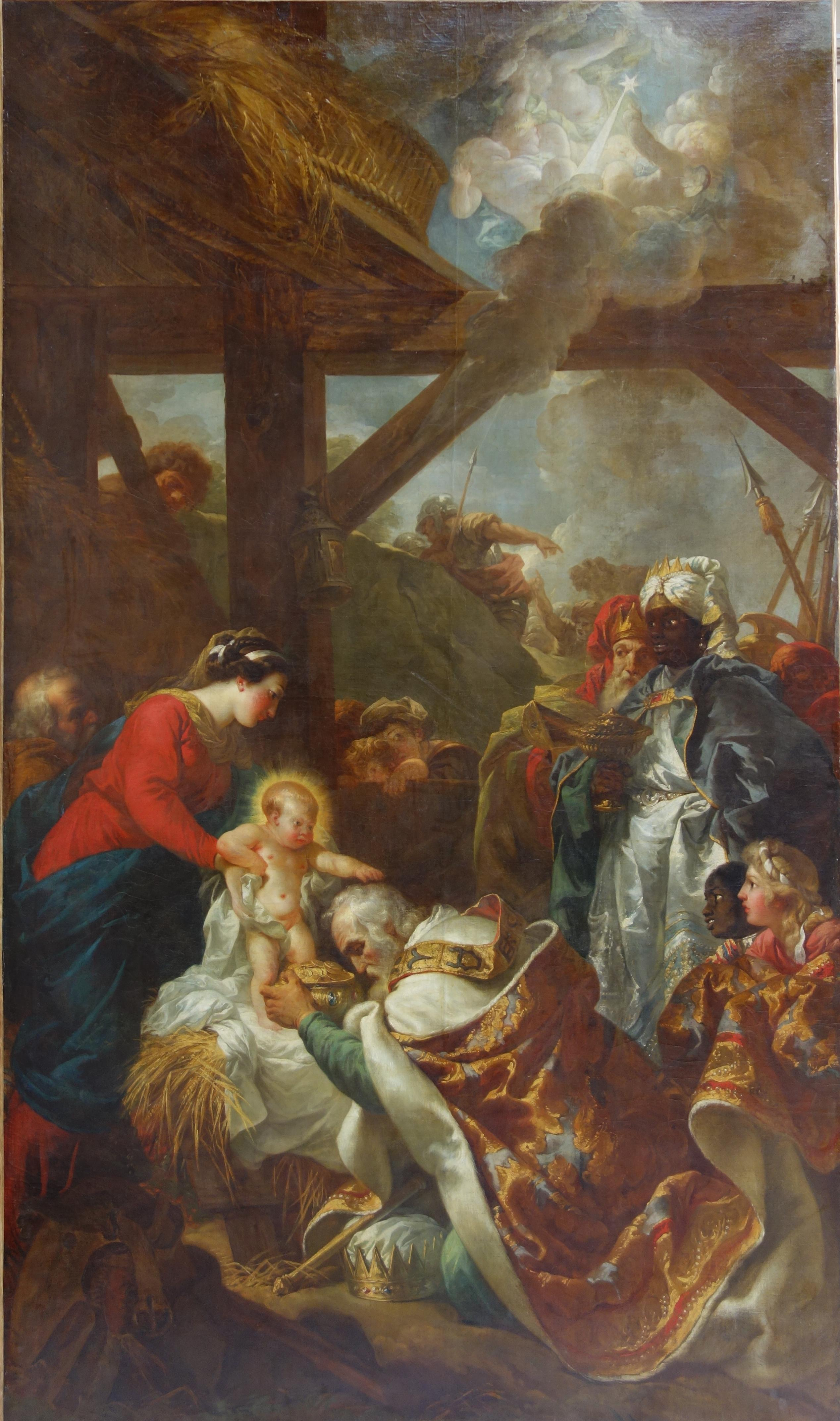
『東方三博士の礼拝』(1767年)